# Eozenillia psychidarum
Eozenillia psychidarum là một loài ruồi trong họ Tachinidae.